# Ambasciatori prussiani in Svezia
L'ambasciatore prussiano in Svezia era il primo rappresentante diplomatico della Prussia in Svezia.
Le relazioni diplomatiche iniziarono ufficialmente nel 1648 e rimasero attive sino alla costituzione della Confederazione Germanica del nord nel 1867 e poi dell'Impero tedesco nel 1871 quando le funzioni passarono all'ambasciatore tedesco in Svezia.

## Elettorato di Brandeburgo
- c. 1670: Lorenz Georg von Krockow (1638–1702)
- 1670–1682: Christoph von Brandt (1630–1691)

## Regno di Prussia
- 1729–1730  Heinrich von Podewils (1696–1760)
- 1740–1742: Karl Wilhelm Finck von Finckenstein (1714–1800)
- 1742-1744: vacante
- 1744–1747: Karl Wilhelm Finck von Finckenstein
- 1747–1753: Jakob Friedrich von Rohd (1703–1784)
- 1753–1755: Helmuth Burchard von Maltzahn (1729–1797)
- 1755–1757: Victor Friedrich von Solms-Sonnenwalde (1730–1783)

1757-1763: Interruzione delle relazioni diplomatiche a causa della Guerra dei Sette anni
- 1764–1770: Johann Heinrich Friedrich von Cocceji (1725–1785)
- 1771–1775: Christian von Dönhoff (1742–1803)
- 1788–1791: Adrian Heinrich von Borcke
- 1791–1795: Karl Christian von Brockhausen (1767–1829)
- 1797–1801: August Friedrich Ferdinand von der Goltz (1765–1832)

1801-1815: Interruzione delle relazioni diplomatiche a causa delle guerre napoleoniche
- 1815–1834: Friedrich Franz von Tarrach (1766–1834)
- 1835–1843: Adolf von Brockhausen (1801–1858)
- 1843–1844: Ferdinand von Galen (1803–1881)
- 1845–1854: Joseph Maria Anton Brassier de Saint-Simon-Vallade (1798–1872)
- 1854–1857: Otto Franz von Westphalen (1807–1856)
- 1857–1860: Karl Emil Gustav von Le Coq (1799–1880)
- 1860–1862: Alphonse von Oriola (1812–1863)
- 1862–1867: Adalbert von Rosenberg (1819–1880)
- 1867: Emil von Richthofen (1810–1895)

1867: Chiusura dell'ambasciata